# Disparomitus yemenicus
Disparomitus yemenicus är en insektsart som beskrevs av Hölzel 2004. Disparomitus yemenicus ingår i släktet Disparomitus och familjen fjärilsländor. Inga underarter finns listade i Catalogue of Life.